# جاكوب ميلر (لاعب دوري الرغبي)
جاكوب ميلر (بالإنجليزية: Jacob Miller)‏ هو لاعب دوري الرغبي أسترالي، ولد في 22 أغسطس 1992 في أستراليا.